# ドルニエ 228
ドルニエ 228
Aerocardalによるドルニエ 228の離陸
- 製造者：ドルニエ
- 初飛行：1981年3月28日
- 運用開始：1982年7月
- 運用状況：運用中

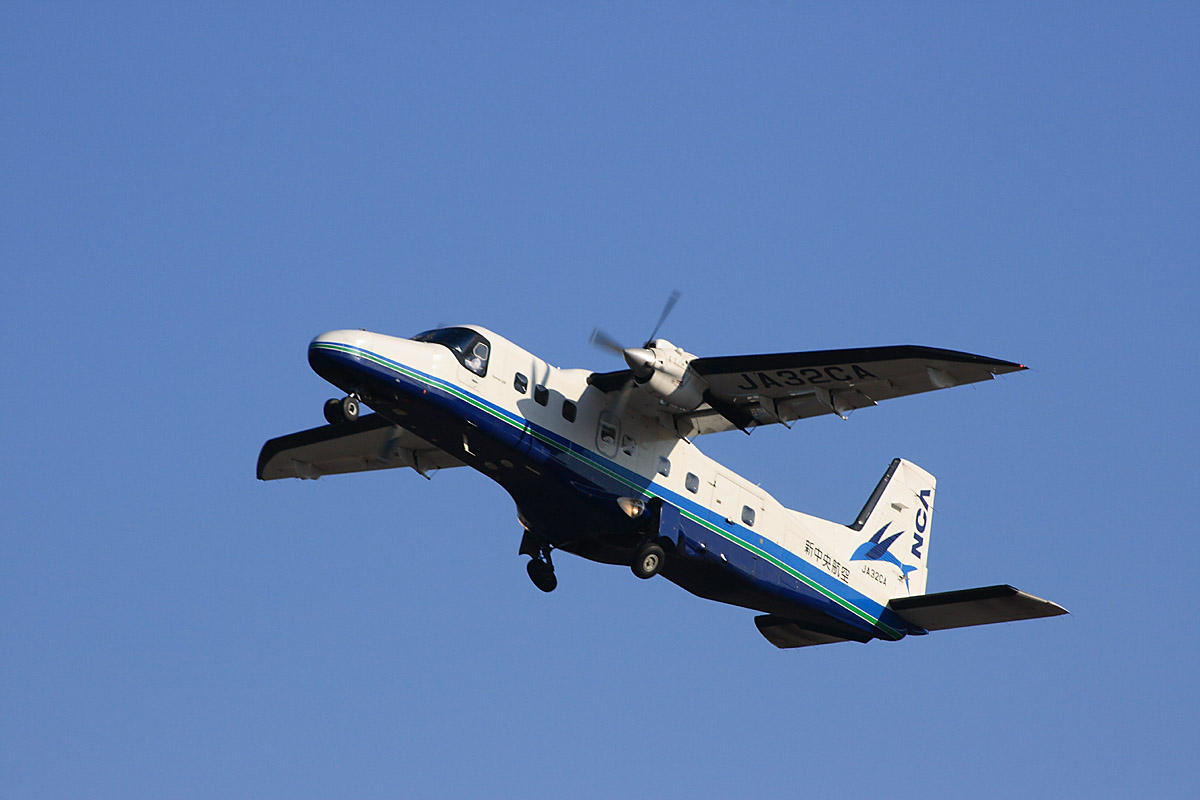
新中央航空のドルニエ 228

ドルニエ 228 (Dornier Do 228) は、ドイツのドルニエ社により開発された短距離離着陸性能に優れた双発ターボプロップ旅客機である。
2002年にドルニエ社が経営破綻したことで生産はストップしていたが、2010年より、型式証明を保有していたドイツのRUAG エアロスペース社がDo 228NG（NEW GENERATION/新世代）の名で生産を再開した。
日本国内では新中央航空が現在運行している。
また、インドのヒンドスタン・エアロノーティクス社 (HAL) がインド軍向けにライセンス生産を行っている。

## 経緯
1970年代にドルニエ社は新しい形状の層流翼（TNT翼）を開発し、Do 28を改造してこの新しい翼を試験した（これは後にDo 128となる）。
次にドルニエ社はTNT翼のための新しい機体、15人乗りのE-1と19人乗りのE-2の2機を開発した。E-1は1981年3月21日、E-2は1981年5月9日に初飛行を行い、E-1はDo 228-100、E-2はDo 228-200と名を1982年2月にDo 228が初めての航空路に就役した。日本で同機種を最初に導入したのは日本エアコミューターであり、1983年12月10日に運航を開始した。
1983年、HAL社がライセンス権を購入。ドルニエ社だけでなくHAL社でも生産されることになった。1996年にはドルニエが合併し、フェアチャイルド・ドルニエとなったため、フェアチャイルド・ドルニエが販売と生産を引き継いだが、より優れたDo 328に生産ラインを譲るためDo 228の生産は1998年に終了した。
しかし、同型機サイズの新機材を求める需要の高まりもあり、2010年より型式証明を引き継いだRUAG エアロスペースがコックピットの電子化、プロペラブレードを5翅にするなどの各所改修を行った機体を型式名Do 228-212NGとして生産を再開、日本の新中央航空が最初の同型機の導入会社（ローンチカスタマー）となった。
日本における代理店は航空専門商社の双日エアロスペースである。
なお、Do 228は民間機の他にも軍用機や沿岸警備用としてヨーロッパ、アフリカ、アジアの軍及びコーストガードに採用されている。

### 日本での運航歴
- 1983年（昭和58年） - 日本エアコミューターにて導入、日本初飛行。計3機を導入して奄美群島での運用に活躍
- 1988年（昭和63年） - 航空宇宙技術研究所（現・宇宙航空研究開発機構 (JAXA) ）が、実証実験機（インフライト・シミュレーター）として1機を導入。MuPAL-αと命名し2016年現在も運用中
- 1995年（平成7年） - 日本エアコミューターでの運用より引退
- 1997年（平成9年） - 航空宇宙技術研究所の機体が、ナホトカ号重油流出事故に際して重油湧出点の確定を行う
- 1999年（平成11年） - 新中央航空が1機目を新規に導入 (JA31CA) 2000年（平成12年）3月より調布 - 新島、神津島線に投入

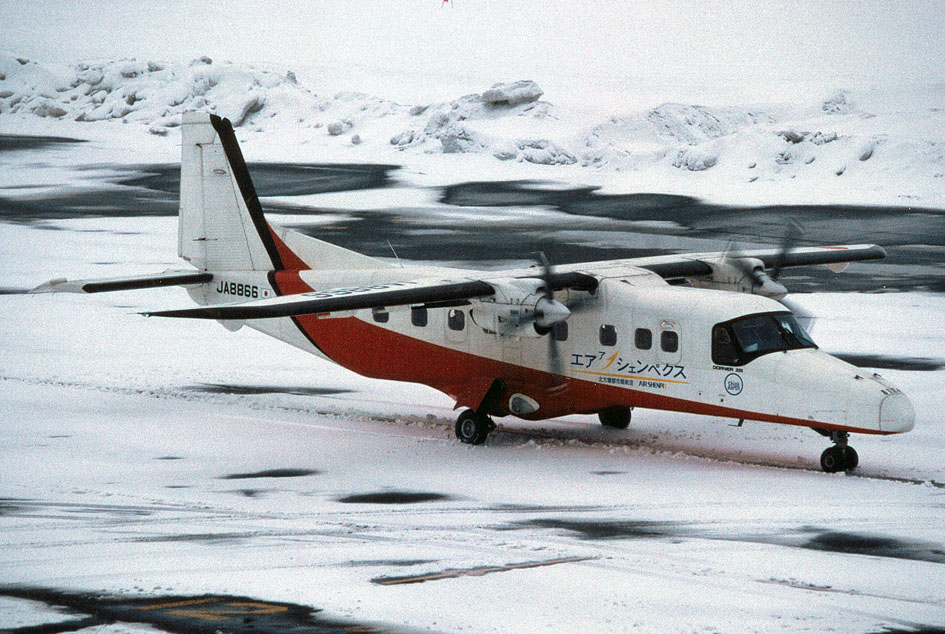
エアァシェンペクス ドルニエ Do 228(JA8866)
丘珠空港にて撮影

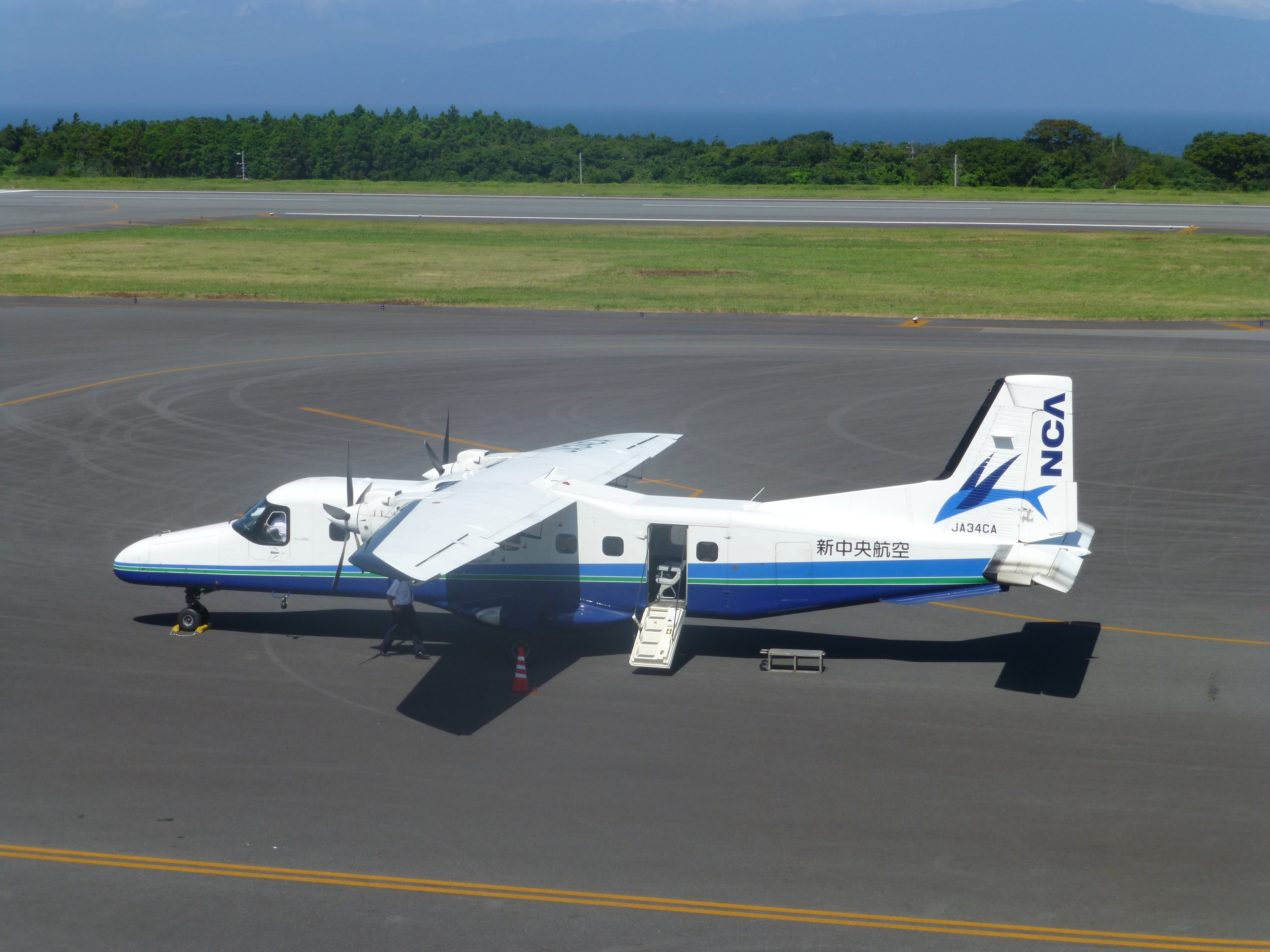
新中央航空 ドルニエ Do 228NG （JA34CA)
大島空港にて撮影

- 2001年（平成13年） - 壱岐国際航空が元日本エアコミュータで運用された機体 (JA8835) にて、福岡 - 壱岐線を運航開始 (11/22)
- 2002年（平成14年） - 新中央航空、2機目を購入 (JA32CA)。壱岐国際航空、福岡－壱岐線を運航休止 (1/16)
- 2005年（平成17年） - 元日本エアコミュータの機材 (JA8835,JA8836,JA8866) が全て登録抹消（国外への売却による）
- 2006年（平成18年） - 新中央航空、3機目を購入 (JA33CA) 。これで新中央航空の定期便が全てDo 228での運航になった
- 2011年（平成23年） - 新中央航空、4機目を購入 (JA34CA)新中央航空からブリテン・ノーマン アイランダーが引退。世界初のDo 228NGを導入
- 2014年（平成26年） - 新中央航空、5機目を購入 (JA35CA)尚、Do 228NGとしては同社2機目であり、2013年6月に行われたパリ航空ショーで新中央航空は同社が所有するDo 228-212型機を最新型のDo 228NG型機へ順次機材更新する予定であることを表明した
- 2016年（平成28年） - 新中央航空、6機目となるDo 228NG機に登録記号（JA36CA）を予約した。  一方、2016年7月に行われたファーンボロー国際航空ショーでRUAGアビエーションは日本における代理店の双日エアロスペースとDo 228NGの販売に合意したと発表。この機材は新中央航空に2016年末に引き渡し予定との発表があった。2016年12月14日、RUAGアビエーションは機体を納入したと発表した[1]
- 2019年（令和元年） - 新中央航空、7機目を購入(JA37CA)
- 2023年（令和5年）
  - 1月 - 新中央航空、8機目を購入(JA30CA)
  - 3月 - 新中央航空、1機登録抹消(JA36CA)
- 2023年（令和6年）2月 - 新中央航空、1機登録抹消(JA31CA)

2011年より、新中央航空はプロペラが5枚となるなど運行効率の向上した新型機材、Do-228NG (Dornier 228 New Generation) を世界で初めて導入し、供用を開始している。長期に渡って利用されていたアイランダー（座席数9、所要時間45分）は2011年3月31日をもって退役し、竜ヶ崎飛行場へ移管された。ANAが運行していた羽田～三宅島便が新中央航空へ移管されたのに伴い、東京都と国の補助を受けて新たに1機を購入したのち、現在は、Do-228が1機、Do-228 NGが4機の体制となった。
このほか、格安航空会社の「エアァシェンペクス」が、元日本エアコミュータのJA8835とJA8866を運用したが、資金不足により、実際に就航することはなかった。後身となるエアトランセは、与圧キャビンを備えるビーチクラフト1900Dへ使用機材を変更したため、これらの機材は海外へ売却されている。

## 運用国

### 軍用
- バングラデシュ - 2024年時点で、バングラデシュ海軍が4機のDo-228NGを保有[2]。
- ドイツ - 2024年時点で、ドイツ海軍が2機のDo-228を保有[3]。
- インド - 2024年時点で、インド海軍が12機以上のDo-228-101と10機のDo-228、インド空軍が35機のDo-228を保有[4]。
- イラン - 2024年時点で、イラン海軍が5機のDo-228を保有[5]。
- イタリア - 2024年時点で、イタリア陸軍が3機のDo-228（ACTL-1）を保有[6]。
- スリランカ - 2024年時点で、スリランカ空軍が2機のDo-228-101を保有[7]。
- マラウイ - 2024年時点で、マラウイ空軍が1機のDo-228を保有[8]。
- ナイジェリア - 2024年時点で、ナイジェリア空軍が2機のDo-228-101、5機のDo-228-200を保有[3]。
- セーシェル - 2024年時点で、セーシェル空軍が2機のDo-228を保有[9]。
- タイ - 2021年2月に、タイ王国海軍が運用中の7機のDo-228について、グラスコックピット化や全周捜索レーダー、電子光学機器、データリンクの搭載などを含む近代化改修が発表された[10]。2024年時点で、タイ海軍が7機のDo-228-212を保有[11]。
- ベネズエラ - 2024年時点で、ベネズエラ空軍が2機のDo-228-212、1機のDo-228-212NGを保有[12]。

## 諸元 (Do 228-212)
- 乗員：2名
- 乗客：19名
- 機体長：16.56 m
- 翼幅：16.97 m
- 機体高：4.86 m
- 翼面積：32.00 m2
- 乾燥重量：3,258 kg
- 最大離陸重量：6,400 kg
- エンジン：ハネウェル製TPE331-10GP-511D型, 560 kW (776 馬力) × 2
- 最高速度：434 km/h
- 航続距離：1,037 km
- 実用上昇限度：7,534 m (25,000 ft)
- 上昇率：570 m/min (1,870 ft/min)